# E411

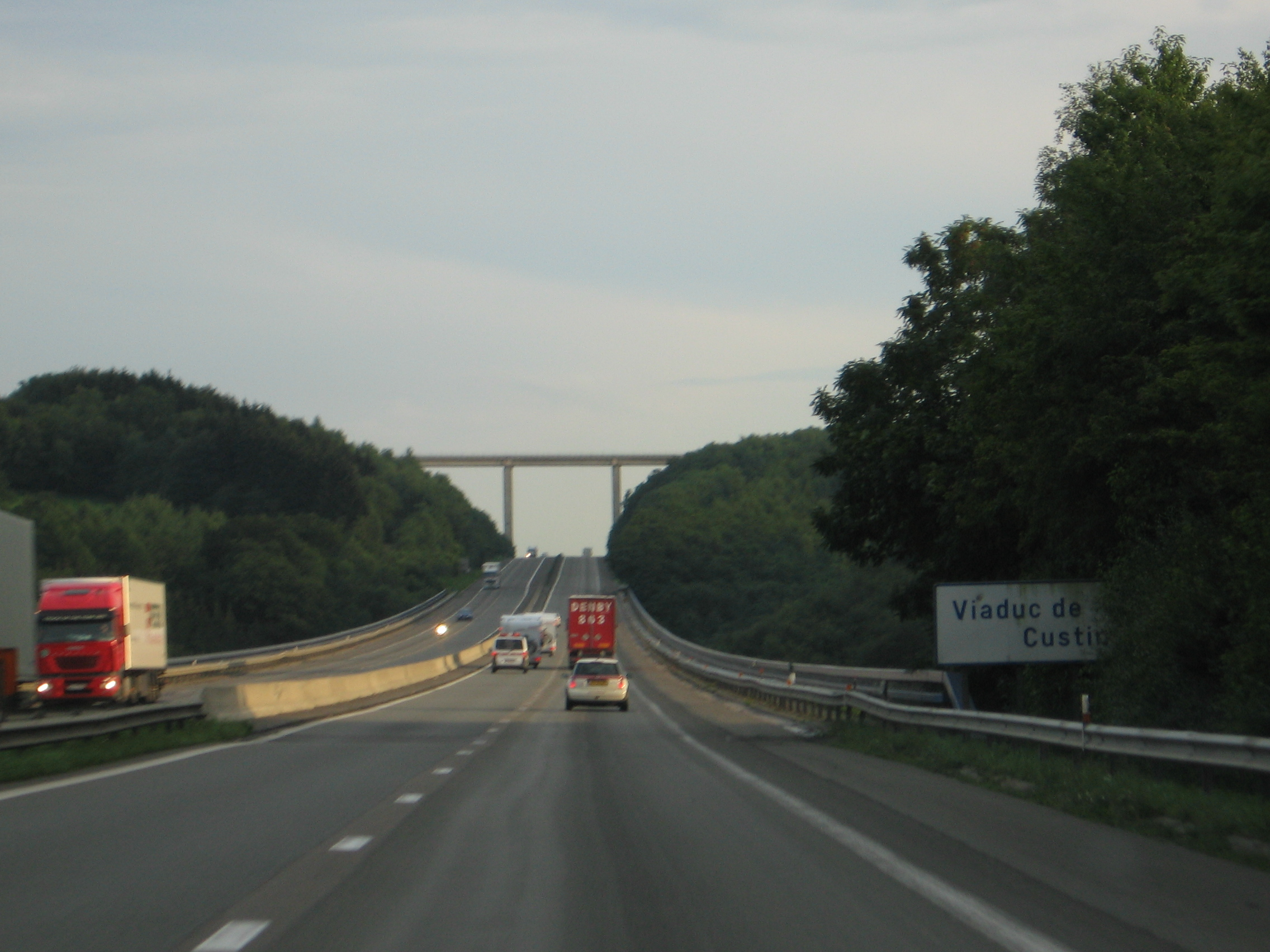
E411/A4 vid Custinne i södra Belgien.

E411 eller Europaväg 411 är en 270 kilometer lång europaväg som börjar i Bryssel i Belgien och slutar i Metz i Frankrike.

## Sträckning
Bryssel - Namur - Arlon - (gräns Belgien-Frankrike) - Longwy - Metz

## Standard
Vägen är motorväg hela sträckan, förutom en kort bit landsväg närmast Longwy. Den följer bland annat A4 (motorväg, Belgien) och A30 (motorväg, Frankrike).

## Anslutningar till andra europavägar
| - E40 - E42 - E46 |  | - E25 - E44 - E50 |